# Станіславово (Вжесінський повіт)
Станіславово (пол. Stanisławowo, нім. Stanau) — село в Польщі, у гміні Вжесня Вжесінського повіту Великопольського воєводства.
Населення — 120 осіб (2011).
У 1975-1998 роках село належало до Познанського воєводства.

## Демографія
Демографічна структура станом на 31 березня 2011 року:
|          | Загалом | Допрацездатний вік | Працездатний вік | Постпрацездатний вік |
| -------- | ------- | ------------------ | ---------------- | -------------------- |
| Чоловіки | 59      | 13                 | 42               | 4                    |
| Жінки    | 61      | 14                 | 40               | 7                    |
| Разом    | 120     | 27                 | 82               | 11                   |